# Edwin Jacob Garn
Edwin Jacob Garn (* 12. října 1932 Richfield, Utah, USA) je bývalý senátor Kongresu USA, astronaut-pozorovatel na raketoplánu Discovery v roce 1985.

## Stručný životopis
- V letech 1974 – 1993 byl senátorem Republikánské strany v Senátu USA za stát Utah
- Na veřejnosti vystupoval jako Jake Garn
- V týmu CONG se zacvičoval od 1984 a po letu z něj odešel, aby se věnoval senátorské funkci.

## Let do vesmíru
Letěl pouze jednou a to v roce 1985, kdy mu bylo 52 roků. Byl zapsán do kosmonautických seznamů jako 164. člověk ve vesmíru. Jednalo se o sedmidenní let na palubě raketoplánu Discovery s misí STS-51-D, katalogizovanou v COSPAR 1985-028A. Sedmičlenná posádka (Karol Bobko, Donald Williams, dr. Margaret Seddonová, Stanley Griggs, dr. Jeffrey Hoffman, Charles Walker a prominentní osobnost, senátor Garn) dopravila do vesmíru družice Telesat 9 a Leasat 3, přičemž Leasat se nepodařilo uvést do provozu. Garn první dva dny trpěl kinetózou. Start i přistání raketoplánu bylo z Kennedyho vesmírného střediska na Floridě.
- STS-51-D Discovery (start 12. dubna 1985, přistání 19. dubna 1985)